# Polska Plus TV
Polska Plus (Polska Plus TV) – powstała w 2008 roku, polska platforma dystrybucji kanałów telewizyjnych. Działa głównie na terytorium Wielkiej Brytanii oraz Irlandii. Nadawanie sygnału oparte jest na technologii IPTV. Dostęp za pośrednictwem największego dostawcy cyfrowej telewizji naziemnej w Wielkiej Brytanii, platformy Freeview, która posiada 10,6 mln abonentów.

## Dostęp do platformy
- Poprzez stronę internetową, odtwarzanie dzięki wtyczce Flash
- W Wielkiej Brytanii i Irlandii dostępna na 110. kanale Freeview[2]

## Oferta programowa
- TVP Kultura
- TVP Info
- TVP Polonia
- TVP Historia
- Travel Channel
- TVS
- TO!TV
- 4fun.TV
- Polsat 1
- iTVN
- iTVN Extra
- TVN24
- TVN24 BiS
- Transmisje LIVE Polskiej Ekstraklasy na kanale Sports Tonight

oraz inne kanały dostępne przez internet i stacje radiowe.

## Współpraca
Polska Plus jest częścią pakietu międzynarodowej telewizji Vision TV Network na 225. kanale Freeview. Programy dostarczane są do odbiorców telewizji Freeview za pośrednictwem dekodera zewnętrznego (lub dekodera wbudowanego w telewizor), podłączonego do Internetu. Kanały dostępne są również na aplikacjach urządzenia ROKU. Technologia umożliwia przekaz kanałów linearnych i obecnie dostarcza programy TV do odbiorców greckich, tureckich, francuskich i polskich.